# 魔女の法廷
『魔女の法廷』（まじょのほうてい、原題：朝: 마녀의 법정）は、2017年に放送された韓国のテレビドラマ。主演は、チョン・リョウォン、ユン・ヒョンミン。韓国KBS2で2017年10月9日から11月28日まで毎週月・火曜日22:00（KST）に放映された。

## あらすじ
幼い頃に行方不明となった母を捜すために検事となったマ・イドゥム（チョン・リョウォン）は、勝つために手段を選ばない強引な捜査手法でエース検事として活躍していたが、上司のセクハラ事件に巻き込まれ、誰もが敬遠する嫌われ部署である女性・児童被害対策部に左遷されてしまう。そこで同じ部署に配属されたのが、セクハラ事件の捜査を担当し、奇しくもイドゥムのマンションの隣人でオーナーであったヨ・ジヌク（ユン・ヒョンミン）であった。露骨に勝ちを追及するイドゥムと正義感の強いジヌクは対立するが、様々な事件に一緒に取り組むうちに互いに理解し合うようになる。そんな中、ジヌクがかつて母の病院に入院していた女性患者の家族を捜すためにイドゥムの地元を訪ねたことを聞いたイドゥムは、その女性が母であると確信する。さらに、母がかつてヨンパ市長候補チョ・ガプス（チョン・グァンリョル）が告訴された性的暴行事件の被害者であり、証言をするためにミン・ジスク（キム・ヨジン）と会う直前に失踪していたことを知る。

## 登場人物

### 主要人物
マ・イドゥム
演 - チョン・リョウォン（10代：ノ・ジョンウィ、幼少期：イ・レ）
検事歴7年目の検事。幼い頃に行方不明となった母を捜すため、特捜部への昇進を目指し、勝つために違法ギリギリの捜査や人格攻撃なども辞さない。刑事2部に所属していたが、部長のセクハラの証言をしたことで女性・児童被害対策部に左遷される。
ヨ・ジヌク
ユン・ヒョンミン（若年期：チ・ミニョク）
ロースクールを首席で卒業した新人検事。昇進や出世、職場政治に興味はない。元小児精神科医で、物的証拠の乏しい性犯罪でも、証言の微妙なニュアンスなどから真否を見抜くことができる。当初、露骨に権力を追い求めるイドゥムに嫌悪感を抱くが、イドゥムの苦痛に満ちた過去を知り、イドゥムに手を差し伸べる。
チョ・ガプス
演 - チョン・グァンリョル
ヒョンジェ法律事務所の顧問理事で、ヨンパ市長候補。警察署長であった20年前に女性労働組合員への性的暴行事件で告訴されるが、証拠不十分により第一審で無罪となる。性的暴行事件の当事者で、ガプスの犯行自白テープを所持していたイドゥムの母・ヨンシルを拉致する。
ミン・ジスク
演 - キム・ヨジン
女性・児童被害対策部の部長検事。20年前にガプスの性的暴行事件の捜査を担当しており、証拠不十分で有罪にできなかったが、諦めずに捜査を続けている。

### 女性・児童被害対策部
チャン・ウンジョン
演 - チョン・イクリョン
育児中の首席検事。
ソ・ユリ
演 - チェ・リ
見習い検事。
ソン・ミヨン
演 - キム・ジェファ
事務官。
ク・ソクチャン
演 - ユン・ギョンホ
事務官。

### ヒョンジェ法律事務所
ペク・サンホ
演 - ホ・ソンテ
秘書室長。ガプスに長年仕えてきた。
ホ・ユンギョン
演 - キム・ミンソ
エース弁護士。勝つためには手段を選ばない。
アン・テギュ
演 - ペク・チョルミン
ソピルの息子でガプスの甥。

### その他の人物
クァク・ヨンシル
演 - イ・イルファ
イドゥムの母。イドゥムが幼い頃に失踪した。
チャン・ユミ
演 - ソン・チェユン
イドゥムの友人。
コ・ジェスク
演 - チョン・ミソン
ジヌクの母。精神科医。
チェ・ギョンジャ
演 - ソ・ジュヒ
ジェスクの病院の元看護師長。
アン・ソピル
演 - ナム・ギョンウプ
ガプスの義兄でテギュの父。ヒョンジェグループ会長。
ペク・ミノ
演 - キム・グォン
ペク室長の弟でテギュの友人。
チン・ヨニ
演 - チョ・ウリ
ガプスに恨みを持つ女性。キングダムに潜入し、ジスクに情報を渡す。
キム・ドンシク
演 - パク・ドゥシク
キングダムの警備員。
ユン・アルム
演 - チョン・インソ
ジヌクの精神科医時代の患者。5年前、10歳の時に継父から性的暴行を受けた。
オ・スチョル
演 - チョン・ペス
刑事2部部長検事。

## スタッフ
- 脚本：チョン・ドユン
- 演出・監督：キム・ヨンギュン

## 制作
- 当初、タイトルは『彼女を信じないでください』（朝: 그녀를 믿지 마세요、英: Don't Trust Her）だった[7][8]。
- 2017年9月上旬に撮影が開始された[3]。
- 制作したiWill Mediaの創業者CEOキム・ジョンシクは、元KBSドラマ制作ディレクターである[1]。

## 視聴率
- 表内において、青字は最低視聴率、赤字は最高視聴率を示す。
- 「-」は、同日放送の番組中、視聴率が20位以内に入らなかったことを示す。

| 話   | 放送日         | 平均視聴率  | 平均視聴率  | 平均視聴率  | 平均視聴率  |
| 話   | 放送日         | TNmS        | TNmS        | AGB Nielsen | AGB Nielsen |
| 話   | 放送日         | 全国        | 首都圏      | 全国        | 首都圏      |
| ---- | -------------- | ----------- | ----------- | ----------- | ----------- |
| 1    | 2017年10月9日  | 6.5% (-)    | 6.9% (-)    | 6.6% (-)    | 7.0% (-)    |
| 2    | 2017年10月10日 | 7.6% (17位) | 7.8% (13位) | 9.5% (9位)  | 9.6% (9位)  |
| 3    | 2017年10月16日 | 8.1% (18位) | 9.0% (11位) | 9.1% (9位)  | 8.6% (9位)  |
| 4    | 2017年10月17日 | 10.9% (8位) | 10.4% (7位) | 12.3% (5位) | 12.7% (3位) |
| 5    | 2017年10月23日 | 8.5% (14位) | 9.4% (9位)  | 10.2% (8位) | 10.6% (6位) |
| 6    | 2017年10月24日 | 9.6% (11位) | 10.8% (5位) | 11.0% (6位) | 11.3% (4位) |
| 7    | 2017年10月30日 | 7.5% (18位) | 7.8% (15位) | 7.6% (16位) | 7.7% (14位) |
| 8    | 2017年10月31日 | 9.4% (13位) | 10.6% (5位) | 9.3% (8位)  | 9.1% (7位)  |
| 9    | 2017年11月6日  | 8.7% (13位) | 9.1% (10位) | 10.1% (7位) | 10.3% (9位) |
| 10   | 2017年11月7日  | 11.1% (7位) | 12.4% (5位) | 11.4% (6位) | 11.9% (5位) |
| 11   | 2017年11月13日 | 9.3% (10位) | 10.8% (6位) | 10.5% (7位) | 10.5% (9位) |
| 12   | 2017年11月14日 | 11.2% (7位) | 12.3% (5位) | 11.9% (7位) | 12.3% (3位) |
| 13   | 2017年11月20日 | 9.4% (9位)  | 9.8% (6位)  | 10.9% (7位) | 10.6% (8位) |
| 14   | 2017年11月21日 | 11.9% (6位) | 12.0% (6位) | 12.6% (6位) | 12.3% (4位) |
| 15   | 2017年11月27日 | 9.9% (12位) | 10.2% (5位) | 11.9% (4位) | 11.9% (6位) |
| 16   | 2017年11月28日 | 12.0% (5位) | 12.6% (4位) | 14.3% (4位) | 14.1% (3位) |
| 平均 | 平均           | 9.5%        | 10.1%       | 10.6%       | 10.6%       |

## 受賞歴
| 年     | 賞                    | 部門             | 受賞者                               | 結果       | 参照   |
| ------ | --------------------- | ---------------- | ------------------------------------ | ---------- | ------ |
| 2017年 | 第31回KBS演技大賞     | 最優秀演技賞     | チョン・リョウォン                   | 受賞       | [ 11 ] |
| 2017年 | 第31回KBS演技大賞     | 優秀演技賞       | チョン・リョウォン                   | ノミネート | [ 11 ] |
| 2017年 | 第31回KBS演技大賞     | 優秀演技賞       | ユン・ヒョンミン                     | ノミネート | [ 11 ] |
| 2017年 | 第31回KBS演技大賞     | 助演賞           | イ・イルファ                         | 受賞       | [ 11 ] |
| 2017年 | 第31回KBS演技大賞     | 助演賞           | キム・ヨジン                         | ノミネート | [ 11 ] |
| 2017年 | 第31回KBS演技大賞     | 青少年演技賞     | チ・ミニョク                         | ノミネート | [ 11 ] |
| 2017年 | 第31回KBS演技大賞     | 青少年演技賞     | イ・レ                               | 受賞       | [ 11 ] |
| 2017年 | 第31回KBS演技大賞     | ベストカップル賞 | チョン・リョウォン＆ユン・ヒョンミン | 受賞       | [ 11 ] |
| 2018   | 第6回APAN Star Awards | 最優秀演技賞     | チョン・リョウォン                   | ノミネート | [ 12 ] |